# Под едно небе (филм, 1982)
Вижте пояснителната страница за други значения на Под едно небе.
„Под едно небе“ е съветско-български игрален филм (драма) от 1982 година на режисьора Искандер Камраев, по сценарий на Искандер Камраев и Владимир Кунин. Оператор е Георги Георгиев. Музиката във филма е композирана от Александър Йосифов.

## Актьорски състав
- Наум Шопов – Найденов
- Владимир Меншов – Павлов
- Цветана Манева – Мария
- Зоя Кирчева – Гина
- Димитър Хаджийски – Коларов
- Светлана Атанасова
- Трифон Джонев
- Александър Лилов
- Стефан Костов